# Eatonina fulgida
Eatonina fulgida is een slakkensoort uit de familie van de Cingulopsidae. De wetenschappelijke naam van de soort is voor het eerst geldig gepubliceerd in 1797 door Adams J..